# Menu (klawisz)

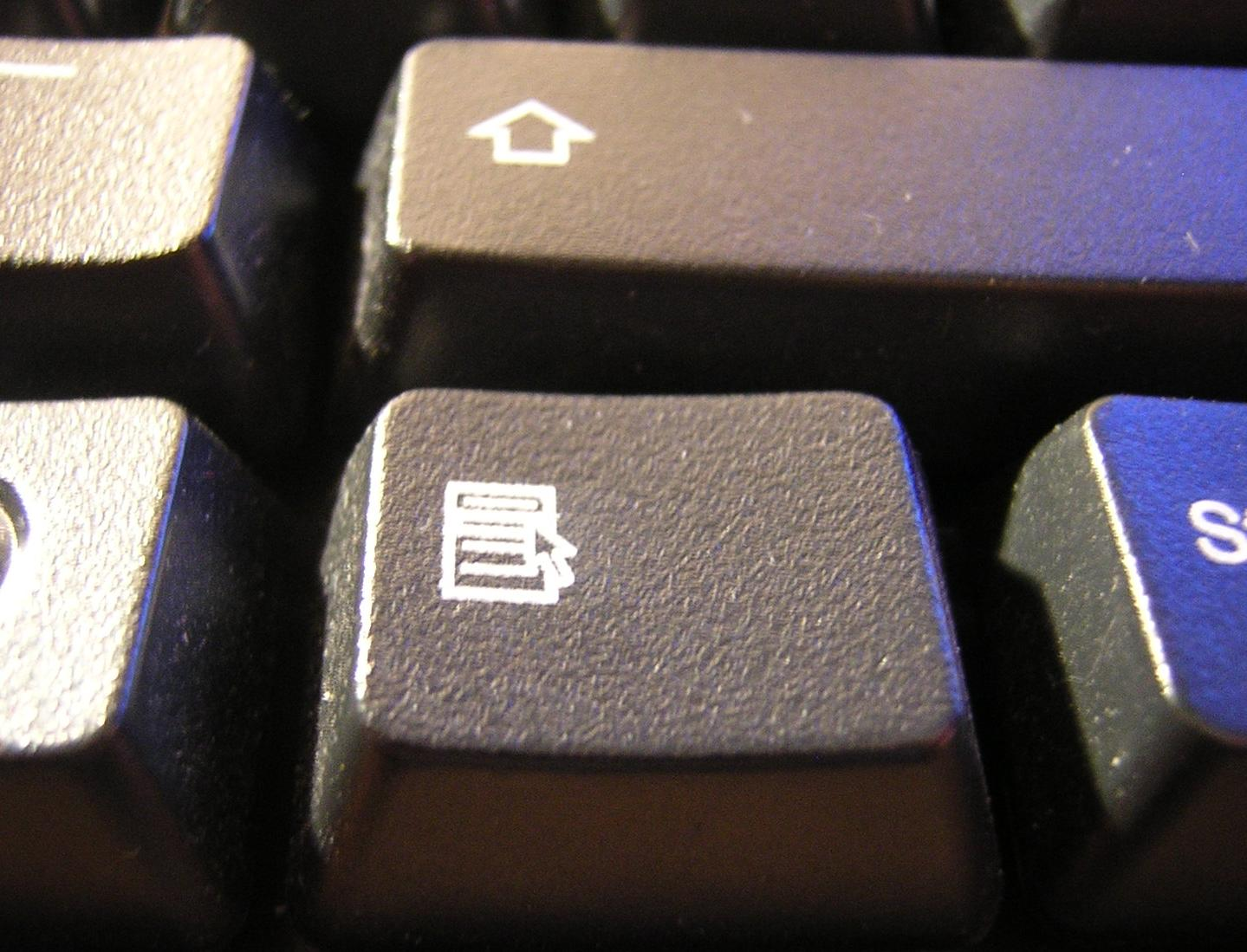
Klawisz

Menu – klawisz na klawiaturze komputerowej wywołujący menu kontekstowe dla aktualnie zaznaczonego obiektu. Został wprowadzony razem z klawiszem ⊞ Windows w Windowsie 95.
Taką samą funkcję wykonują sekwencje: 
- ⇧ Shift+F10
- Ctrl+⇧ Shift+F10 (sekwencja ta nie działa w systemie Windows 10).